# ورا گدرویتس
نیاز ورا ایگناتیونا گدرویتس (انگلیسی: Vera Gedroits; ۱۹ آوریل ۱۸۷۰ – مارس ۱۹۳۲) با نام ادبی سرگئی گدرویتس) پزشک و نویسنده روسی بود. او اولین زن جراح نظامی در روسیه، اولین زن استاد جراحی و اولین زنی بود که به عنوان پزشک دربار امپراتوری روسیه خدمت کرد.
پس از شرکت در یک جنبش دانشجویی، گدرویتس نتوانست تحصیلات خود را در روسیه به پایان برساند. با وجود آشکارا همجنس‌گرایی زنانه، او یک ازدواج مصلحتی انجام داد که به او امکان داد با نام دیگری گذرنامه بگیرد و از کشور خارج شود. در سوئیس، او در دوره‌های پزشکی سزار رو ثبت‌نام کرد و در سال ۱۸۹۸ فارغ‌التحصیل شد و به عنوان دستیار رو مشغول به کار شد. اما به دلیل بیماری‌های خانوادگی به روسیه بازگشت.
به عنوان یک پزشک جوان، گدرویتس نگران استانداردهای پایین بهداشت، تغذیه و شرایط بهداشتی بود و پیشنهادهایی برای بهبود شرایط ارائه داد. در جنگ روسیه و ژاپن، او برخلاف سیاست‌های موجود، جراحی‌های شکمی انجام داد که منجر به تغییر در نحوه ارائه پزشکی در میدان نبرد شد. او به خاطر خدمات جنگی خود بسیار مورد تقدیر قرار گرفت و تا زمان آغاز جنگ جهانی اول به عنوان پزشک دربار سلطنتی خدمت کرد و آلکساندرا فیودوروفنا، ملکه روسیه و دخترانش را برای پرستاری آموزش داد.
با آغاز انقلاب روسیه، گدرویتس به جبهه بازگشت. پس از زخمی شدن، به کی‌یف منتقل شد و در آنجا به عنوان پزشک و دانشگاهی فعالیت خود را از سر گرفت. در سال ۱۹۲۱، او برای تدریس جراحی کودکان در مؤسسه پزشکی کی‌یف استخدام شد و ظرف دو سال به عنوان استاد پزشکی منصوب گردید. در جریان پاکسازی‌های شوروی در سال ۱۹۳۰، او از سمت خود برکنار شد و مستمری‌اش قطع گردید. گدرویتس پس از آن به نوشتن رمان‌های خودزندگی‌نامه‌ای پرداخت تا این‌که در سال ۱۹۳۲ بر اثر سرطان رحم درگذشت.

## اوایل زندگی
ورا ایگناتیونا گدرویتس در ۷ آوریل ۱۸۷۰ O.S. در Slobodishche, (اکنون در استان بریانسک)، در استان اوریول از امپراتوری روسیه متولد شد. پدر و مادرش داریه کنستانتینوونا میخائو (روسی: Дарья Константиновна Михау) و نیاز (عنوان) ایگناتی ایگناتیویچ گدرویتس (روسی: Игнатий Игнатьевич Гедройц) بودند. خانواده مادرش آلمانی‌های روسی‌شده بودند و پدربزرگ مادری‌اش به عنوان کاپیتان در ارتش خدمت می‌کرد.

## سال‌های سوئیس

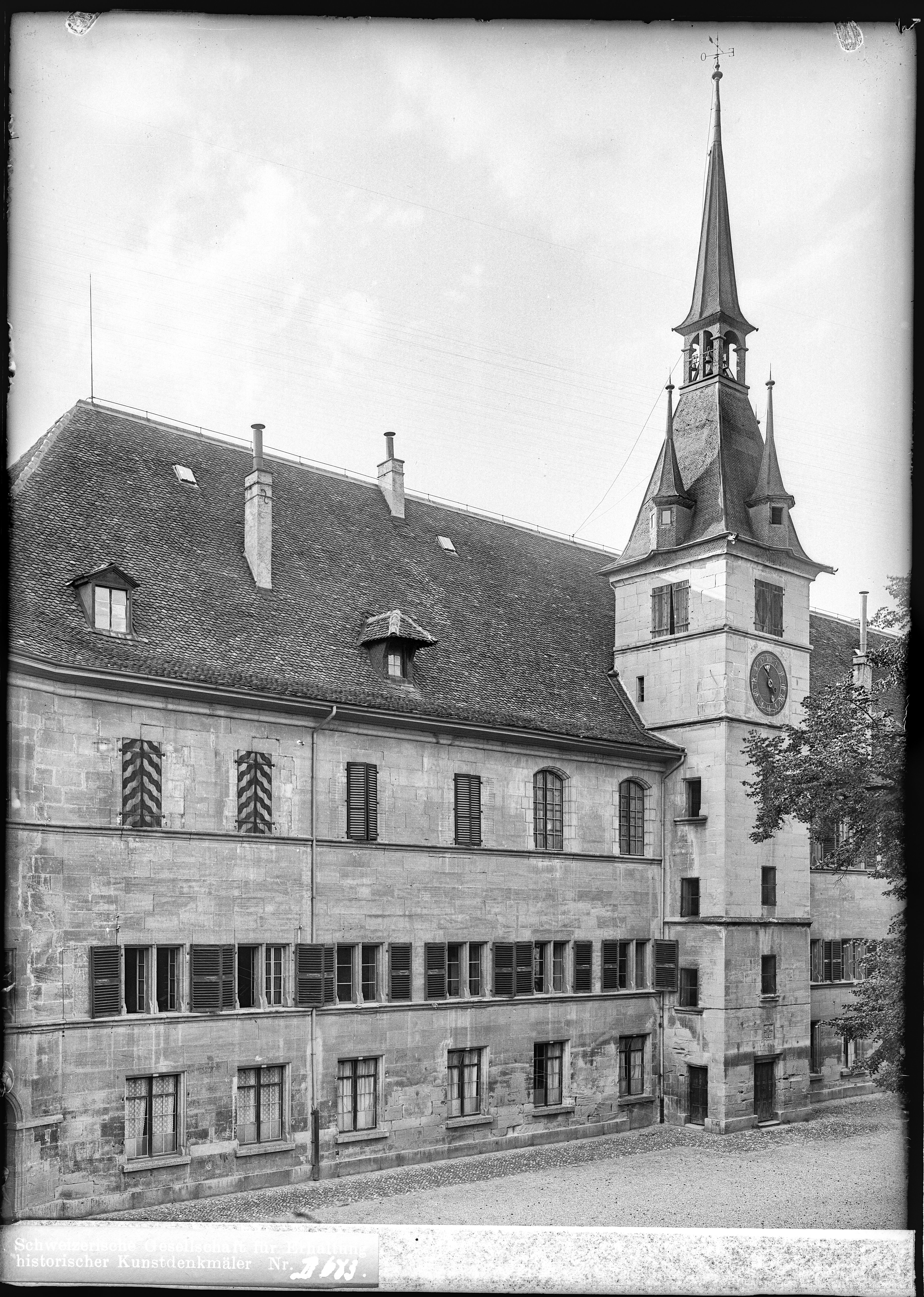
دانشگاه لوزان (حدود ۱۸۹۹، کتابخانه ملی سوئیس، EAD-7270) جایی که گدرویتس برای دریافت مدرک دکترای پزشکی و جراحی تحصیل کرد

مشتاق ادامه تحصیل، اما ناتوان از انجام این کار در روسیه، گدرویتس یک ازدواج مصلحتی با یکی از دوستانش از سنت پترزبورگ، نیکولای بلوزروف، ترتیب داد. با این که گدرویتس آشکارا همجنس‌گرا بود، او و بلوزروف به‌طور مرتب مکاتبه داشتند، با هم ملاقات می‌کردند و سفر می‌رفتند. به گفته تاتیانا خوخلوا، زندگینامه‌نویس، آن‌ها احساسات واقعی نسبت به یکدیگر داشتند. برای پنهان کردن ازدواجشان، آن‌ها به‌طور جداگانه زندگی می‌کردند. بلوزروف به خاطر حرفه نظامی‌اش به ایرکوتسک در سیبری رفت، در حالی که گدرویتس از نام جدید خود برای دریافت گذرنامه و رفتن به سوئیس استفاده کرد.
او در دانشگاه لوزان ثبت‌نام کرد و تحت نظر سزار رو در کلینیک جراحی آموزش دید و در سال ۱۸۹۸ فارغ‌التحصیل شد. با کسب نمرات تقریباً عالی، او مدرک کارشناسی پزشکی و جراحی خود را دریافت کرد.

## یادداشت
1. ↑  برخی متون محل تولد او را کی‌یف ذکر کرده‌اند و سال تولد او را ۱۸۷۶ گزارش کرده‌اند؛ اما سوسنوفسکایا اشاره می‌کند که طبق اسناد بایگانی، این اطلاعات نادرست است. ویلنسکی بیان می‌کند که تغییرات در تاریخ و محل تولد او برای تسهیل بازگشت گدرویتس به خدمت به عنوان پزشک نظامی پس از استعفای نیکلای دوم انجام شده است.